# Бандера Оксана Андріївна
Окса́на Андрі́ївна Банде́ра (22 грудня 1917, Старий Угринів, нині Калуського району Івано-Франківської області — 24 грудня 2008) — українська педагогиня, громадсько-культурна діячка. Дочка Андрія Бандери, сестра Степана Бандери.
Жертва сталінського терору.

## Біографія
У травні-вересні 1919 року перебувала на Тернопільщині. Після смерті матері 22 квітня 1921 року виховувалась у тітки Людмили — дружини о. Чорторийського в с. Кобиловолоки (нині Теребовлянського району). 1933 повернулася до Старого Угринова.
Підтримувала національно-визвольну діяльність членів ОУН. 22 травня 1941 року разом із батьком і сестрою Мартою-Марією заарештована НКДБ. Звільнена зі спецпоселення у Красноярському краї 23 лютого 1960 року, але виїзд в Україну тривалий час не дозволяли. Повернулася на Батьківщину 5 серпня 1989 року.
Завдяки втручанню львівської влади, у 1991 році Оксана Бандера отримала документи про реабілітацію й змогла прописатися у родичів. Від 1995 року — почесна громадянка м. Стрий Львівської області, де й мешкала. У 2006 році Президент України Віктор Ющенко нагородив її орденом «Княгині Ольги» ІІІ ступеня. З нагоди святкування 60-річчя УПА їй вручено медаль.
Померла 24, похована 25 грудня на Стрийському кладовищі, де покоїться її сестра Володимира.